# Sainte-Chapelle de Vic-le-Comte
Pour les articles homonymes, voir Église Saint-Pierre.
L'église Saint-Pierre, plus connue sous le nom de Sainte-Chapelle, est une église catholique située à Vic-le-Comte, en France.

## Localisation
L'église est située dans le département français du Puy-de-Dôme, sur la commune de Vic-le-Comte.

## Historique
L'église a d'abord été la chapelle castrale du château des comtes d'Auvergne, dont Vic-le-Comte était la capitale à partir du XIIIe siècle.
En 1505, sur l'ancienne chapelle romane consacrée au lignage des comtes d'Auvergne, Jean Stuart et son épouse Anne de la Tour, comtesse d'Auvergne et de Boulogne, décident de construire une Sainte-Chapelle sur le modèle de la chapelle haute de la Sainte-Chapelle de Paris.
La chapelle devient église paroissiale après la Révolution. En 1840, l'église est agrandie, probablement par l'architecte diocésain Aymon Gilbert Mallay (1805-1883), en lui ajoutant une nef de cinq travées et deux collatéraux dans un style proche de celui de la chapelle.

## Protection
L'édifice est classé au titre des monuments historiques en 1840, puis inscrit en 2006.

## Vitraux
La Sainte-Chapelle accueille les vitraux de maîtres-vitriers du XVIe siècle.

## Éléments intérieurs
- tribune sculptée de motifs végétaux et de 19 écus représentant les armes des Stuart et celles des La Tour d’Auvergne.
- 12 apôtres en terre cuite probablement réalisés à Paris entre 1528 et 1529 par le florentin Giovanni Francesco Rustici.

- retable de style Renaissance florentine qui est peut-être une œuvre de Jean de Chartres. Sculpté en pierre blanche, il représente les vertus cardinales et théologales.Le retable des vertus.

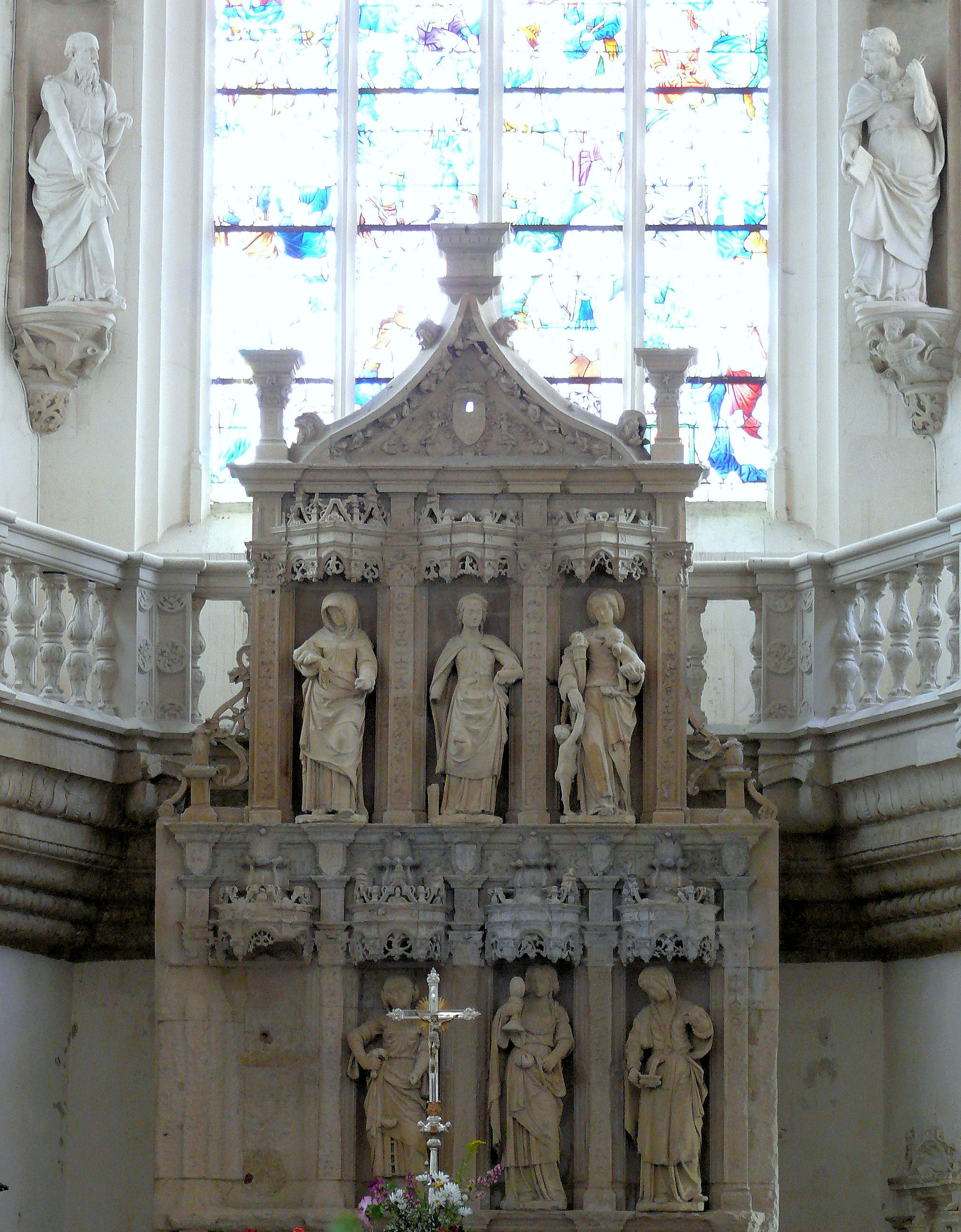
Le retable des vertus

- reproduction d'un tableau de Jean Malouel dont l'original a été acquis par le Louvre en 2012 pour 7,8 millions d'euros. En 1985 le prêtre de Vic-le-Comte l'avait vendu à un brocanteur mais parce que ce tableau appartenait à la commune, un arrangement a été trouvé et la commune a touché 2,3 millions d'euros[3].Jean Malouel. Le Christ de pitié soutenu par saint Jean l’Évangéliste en présence de la Vierge et de deux anges (vers 1400).

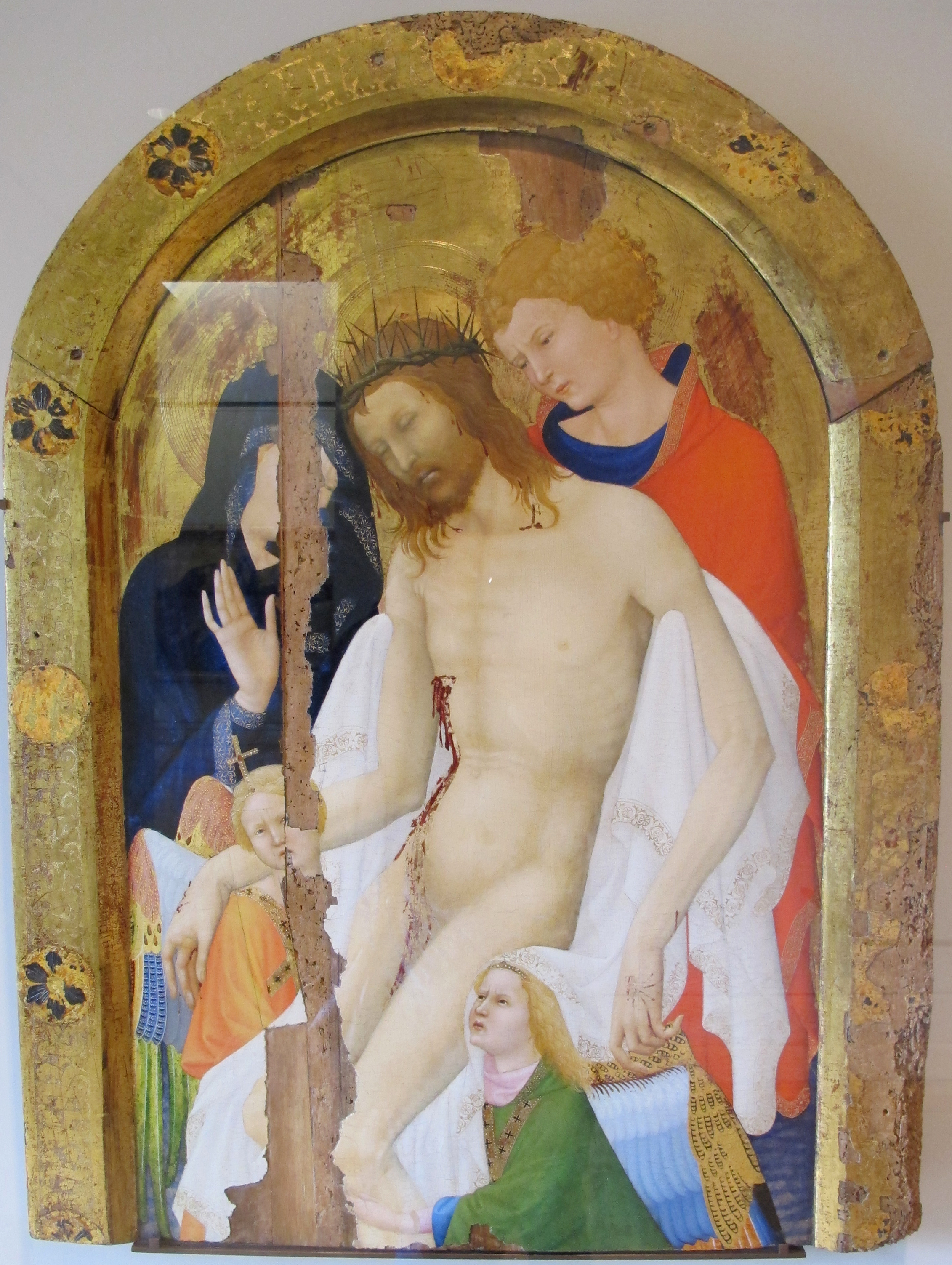
Jean Malouel. Le Christ de pitié soutenu par saint Jean l’Évangéliste en présence de la Vierge et de deux anges (vers 1400).